# Дачное (Харьковская область)
Дачное (укр. Дачне) — село (до 2010 г. — посёлок),
Гениевский сельский совет,
Змиёвский район,
Харьковская область, Украина.
Код КОАТУУ — 6321782002. Население по переписи 2001 года составляет 129 (53/76 м/ж) человек.

## Географическое положение
Село Дачное находится в 2-х км от реки Северский Донец (левый берег), от реки село отделено большим лесным массивом (сосна), к селу примыкают село Омельченки и село Украинское, на расстоянии в 2 км расположены село Камплица и село Курортное.
В лесу и на берегу реки много детских лагерей, домов и баз отдыха.
Рядом с посёлком проходит железная дорога, станция Дом Отдыха.
Возле посёлка несколько прудов-отстойников.

## История
В 1946 г. Указом ПВС УССР населенный пункт санатория имени Орджоникидзе переименован в посёлок Дачное.

## Экономика
- Санаторий «Ёлочка».
- «БЕРЕЗКА», дет. оздоров. комплекс Центра отдыха для детей и молодежи «Возрождение», ГНПО «Коммунар».
- Оздоровительный комплекс Национального научного центра Харьковского физико-технического института.